# Cewka Pupina

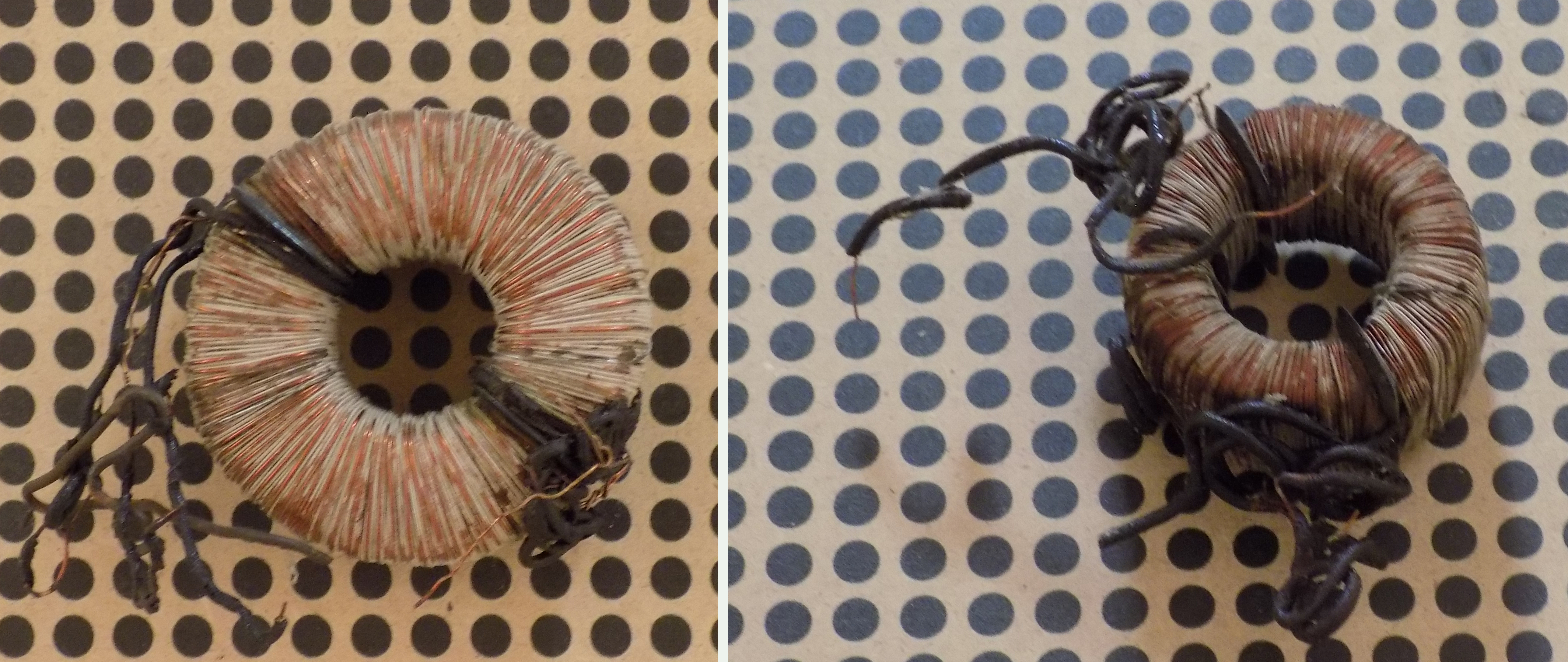
Cewki Pupina w Muzeum PTT w Belgradzie

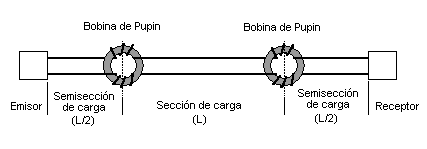
Schemat linii transmisyjnej z cewkami Pupina o uzwojeniach nawiniętych wspólnie dla obu przewodów na rdzeniach toroidalnych

Cewka pupinowska (także: cewka pupinizacyjna lub cewka Pupina) – rodzaj i sposób podłączenia cewki indukcyjnej, stosowany dawniej w telefonii w celu odtłumienia i poprawy charakterystyki częstotliwościowej linii transmisyjnej (tzw. pupinizacja). Cewki pupinowskie włączało się szeregowo w tor transmisyjny, w równych, ustalonych odstępach (rzędu kilku km). Cewki te pozwalają na kompensację pojemności linii poprzez zwiększenie jej indukcyjności.

## Historia
Wynalazcą cewki pupinowskiej był serbski fizyk Mihajlo Pupin; wykorzystał on przy tym pomysły i badania Olivera Heaviside'a.
Pupinizacja została po raz pierwszy wykorzystana w roku 1900 na potrzeby czterdziestokilometrowej linii transmisyjnej w okolicach Bostonu.
W tym samym roku zastosowano pupinizację w linii o długości 1000 km. Ćwierć wieku później na całym świecie wykorzystywano już ok. 1 250 000 cewek Pupina stanowiących elementy linii telefonicznych o łącznej długości ok. 3 milionów km.

## Krarupizacja
Modyfikację systemu Pupina zaproponował w 1902 roku duński elektrotechnik Carl Emil Krarup. Unowocześnienie polegało na zastąpieniu dyskretnych cewek ciągłą indukcyjnością przewodu o odpowiednio dużej wartości, uzyskanej dzięki jego owinięciu materiałem o właściwościach ferromagnetycznych. Krarupizacja znalazła zastosowanie jedynie w kablach podmorskich.